# Earl of Suffolk

Wappen der aktuellen Earls of Suffolk

Earl of Suffolk ist ein erblicher britische Adelstitel, der dreimal in der Peerage of England geschaffen wurde.
Der Familiensitz der Earls aktueller Verleihung ist Charlton Park bei Malmesbury in Wiltshire.

## Verleihungen
Die erste Verleihung erfolgte am 16. März 1337 an Sir Robert de Ufford. Der Titel erlosch am 13. Februar 1382 beim Tod von dessen Sohn, dem 2. Earl.
Schon drei Jahre später wurde der Titel am 6. August 1385 an Michael de la Pole, 1. Baron de la Pole verliehen. Bereits am 28. September 1384 war ihm durch Writ of Summons der fortan nachgeordnete Titel Baron de la Pole verliehen worden. 1388 wurde er wegen Hochverrats durch Parlamentsbeschluss geächtet (Bill of Attainder) und ihm dadurch seine Titel aberkannt. Sein älterer Sohn Michael de la Pole erreichte im Frühjahr 1398 die Aufhebung der Ächtung und Wiederherstellung des Titels zu seinen Gunsten als 2. Earl. 1399 wurde diese Aufhebung widerrufen, jedoch noch im selben Jahr wiederhergestellt. Der 4. Earl wurde am 14. September 1444 zum Marquess of Suffolk, am 23. Februar 1447 zum Earl of Pembroke und am 2. Juli 1448 zum Duke of Suffolk erhoben. Nach militärischen Misserfolgen in Nordfrankreich wurde er 1450 verhaftet und ihm seine Titel aberkannt. Er wurde für fünf Jahre ins Exil verbannt, doch noch auf der Überfahrt nach Frankreich ermordet. Sein Sohn erwirkte 1463 die Rehabilitation seines Vaters und die Wiederherstellung seiner Titel für ihn als 2. Duke. Das Earldom Pembroke wurde ihm nicht wiederhergestellt, sondern erlosch. Der 2. Duke heiratete Elizabeth of York, eine Tante des Königs Heinrich VII., wodurch seine Söhne als mögliche Prätendenten auf den englischen Thron in Frage kamen. Sein Sohn John de la Pole starb 1487 bei seiner Rebellion gegen Heinrich VII., sein Sohn und Erbe Edmund de la Pole, als 3. Duke, sah sich deshalb genötigt am 26. Februar 1493 zugunsten der Krone auf seinen Duke- und Marquesstitel zu verzichten und war fortan als 6. Earl of Suffolk bekannt. Nach erneuten Rebellionen gegen Heinrich VII. wurde er im Januar 1503 geächtet und ihm seine verbliebenen Titel aberkannt. Als sein jüngerer Bruder Richard de la Pole mit den Franzosen eine erneute Verschwörung gegen Heinrich VII. betrieb, wurde Edmund schließlich 1513 wegen Hochverrats hingerichtet.

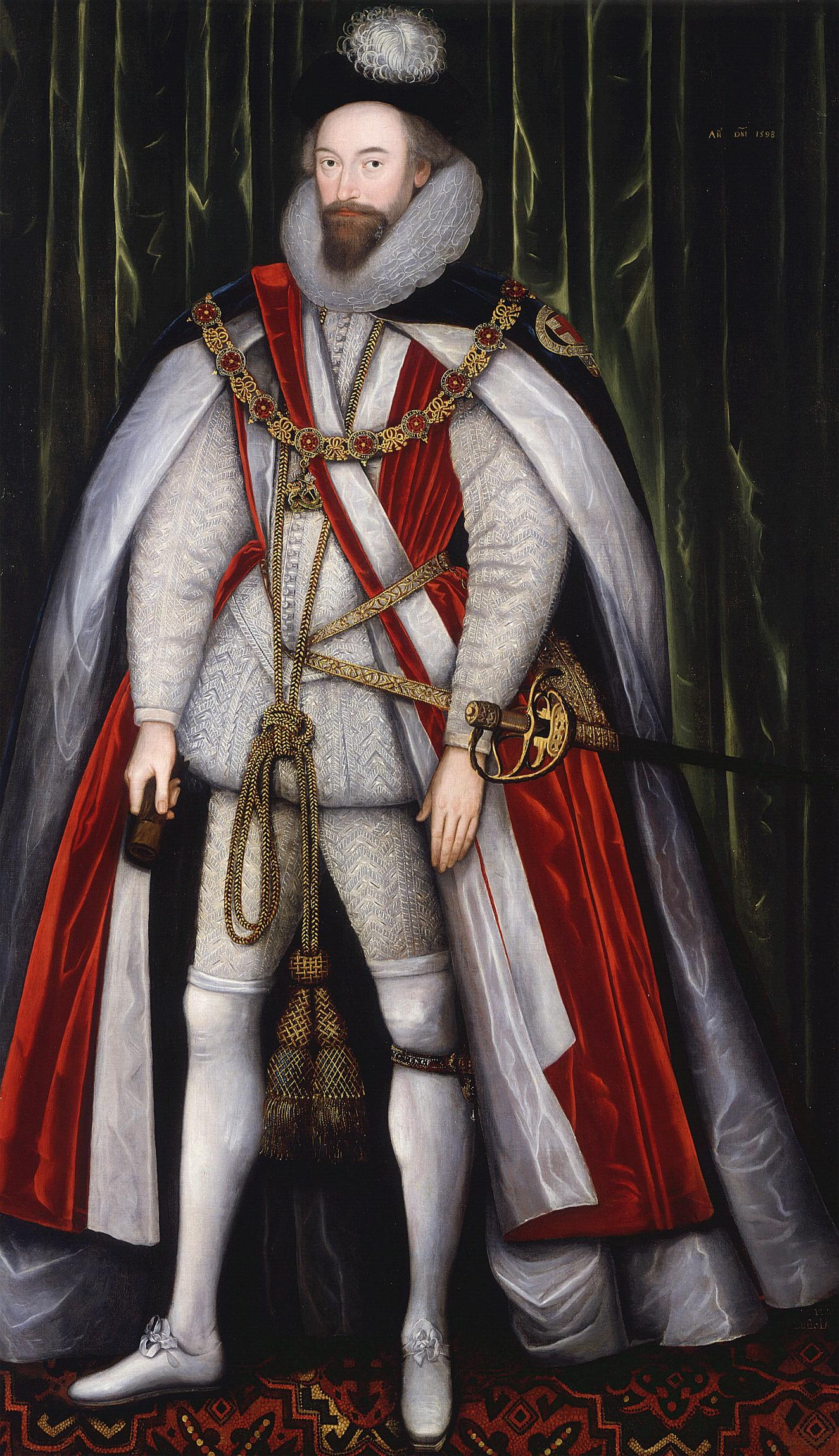
Thomas Howard, 1. Earl of Suffolk

Die letzte Verleihung der Earlswürde erfolgte am 21. Juli 1603 an Thomas Howard, 1. Baron Howard de Walden, einen jüngeren Sohn des 1572 wegen Hochverrats hingerichteten Thomas Howard, 4. Duke of Norfolk aus der Familie Howard. Ihm war bereits am 24. Oktober 1597 durch Writ of Summons der Titel Baron Howard de Walden verliehen worden. Diese Barony by writ war auch in weiblicher Linie erblich und fiel so beim Tod seines Enkels, des 3. Earls, am 7. Januar 1689 in Abeyance zwischen dessen Töchtern. Bevor der spätere 6. Earl 1709 seinen Vater beerbte, waren ihm am 30. Dezember 1706 die Titel Earl of Bindon und Baron Chesterford verliehen worden. Diese beiden Titel erloschen beim Tod seines Sohnes, des 7. Earls of Suffolk am 9. Februar 1722. Beim kinderlosen Tod des 10. Earls 1745 fielen dessen Titel an dessen Cousin dritten Grades als 11. Earl. Dieser war ein Urenkel des zweitgeborenen Sohns des 1. Earls, Thomas Howard, 1. Earl of Berkshire, und hatte 1706 von seinem Großonkel die Titel 4. Earl of Berkshire, 4. Viscount Andover und 4. Baron Howard of Charlton geerbt. Das Earldom war seinem Urgroßvater am 7. Februar 1626, die Viscountcy und Baronie am 22. Januar 1622 verliehen worden. Alle genannten Titel gehören bzw. gehörten zur Peerage of England. Heutiger Titelinhaber ist seit 2022 sein Nachkomme Alexander Howard als 22. Earl of Suffolk und 15. Earl of Berkshire.

## Liste der Earls of Suffolk

### Earls of Suffolk, erste Verleihung (1337)
- Robert Ufford, 1. Earl of Suffolk (1298–1369)
- William Ufford, 2. Earl of Suffolk (1330–1382)

### Earls of Suffolk, zweite Verleihung (1385)
- Michael de la Pole, 1. Earl of Suffolk (1330–1389) (Titel verwirkt 1388)
- Michael de la Pole, 2. Earl of Suffolk (1367–1415) (Titel wiederhergestellt 1398; verwirkt 1399; wiederhergestellt 1399)
- Michael de la Pole, 3. Earl of Suffolk (1394–1415)
- William de la Pole, 1. Duke of Suffolk, 4. Earl of Suffolk (1396–1450) (Titel verwirkt 1450)
- John de la Pole, 2. Duke of Suffolk, 5. Earl of Suffolk (1442–1492) (Titel wiederhergestellt 1463)
- Edmund de la Pole, 3. Duke of Suffolk, 6. Earl of Suffolk (1472–1513) (Verzicht auf das Dukedom 1493; Earlswürde verwirkt 1504)

### Earls of Suffolk, dritte Verleihung (1603)
- Thomas Howard, 1. Earl of Suffolk (1561–1626)
- Theophilus Howard, 2. Earl of Suffolk (1584–1640)
- James Howard, 3. Earl of Suffolk (1620–1689)
- George Howard, 4. Earl of Suffolk (1624–1691)
- Henry Howard, 5. Earl of Suffolk (1627–1709)
- Henry Howard, 6. Earl of Suffolk, 1. Earl of Bindon (1670–1718)
- Charles Howard, 7. Earl of Suffolk, 2. Earl of Bindon (1693–1722)
- Edward Howard, 8. Earl of Suffolk (1672–1731)
- Charles Howard, 9. Earl of Suffolk (1675–1733)
- Henry Howard, 10. Earl of Suffolk (1706–1745)
- Henry Howard, 11. Earl of Suffolk, 4. Earl of Berkshire (1687–1757)
- Henry Howard, 12. Earl of Suffolk, 5. Earl of Berkshire (1739–1779)
- Henry Howard, 13. Earl of Suffolk, 6. Earl of Berkshire (1779–1779)
- Thomas Howard, 14. Earl of Suffolk, 7. Earl of Berkshire (1721–1783)
- John Howard, 15. Earl of Suffolk, 8. Earl of Berkshire (1739–1820)
- Thomas Howard, 16. Earl of Suffolk, 9. Earl of Berkshire (1776–1851)
- Charles Howard, 17. Earl of Suffolk, 10. Earl of Berkshire (1804–1876)
- Henry Howard, 18. Earl of Suffolk, 11. Earl of Berkshire (1833–1898)
- Henry Howard, 19. Earl of Suffolk, 12. Earl of Berkshire (1877–1917)
- Charles Howard, 20. Earl of Suffolk, 13. Earl of Berkshire (1906–1941)
- Michael Howard, 21. Earl of Suffolk, 14. Earl of Berkshire (1935–2022)
- Alexander Howard, 22. Earl of Suffolk, 15. Earl of Berkshire (* 1974)

Titelerbe (Heir apparent) ist der Sohn des aktuellen Earls, Arthur Howard, Viscount Andover (* 2014).